# Arrondissement de Lunéville
L'arrondissement de Lunéville est une division administrative française, située dans le département de Meurthe-et-Moselle et la région Grand Est.

## Composition

### Composition avant 2015
Liste des cantons de l'arrondissement de Lunéville
- canton d'Arracourt ;
- canton de Baccarat ;
- canton de Badonviller ;
- canton de Bayon ;
- canton de Blâmont ;
- canton de Cirey-sur-Vezouze ;
- canton de Gerbéviller ;
- canton de Lunéville-Nord ;
- canton de Lunéville-Sud.

### Découpage communal depuis 2015
Depuis 2015, le nombre de communes des arrondissements varie chaque année soit du fait du redécoupage cantonal de 2014 qui a conduit à l'ajustement de périmètres de certains arrondissements, soit à la suite de la création de communes nouvelles. Le nombre de communes de l'arrondissement de Lunéville reste quant à lui inchangé depuis 2015 et égal à 164.
Par arrêté préfectoral du préfet de la région Grand Est du 9 décembre 2022, les limites des arrondissements de Meurthe-et-Moselle sont révisées. Les communes de Crévic, Hudiviller et Sommerviller sont transférées de l'arrondissement de Lunéville à celui de Nancy, tandis que la commune de Crévéchamps est détachée de l'arrondissement de Nancy et intégrée à celui de Lunéville. Le nombre de communes passe de 164 à 162.
Au 1er janvier 2024, l'arrondissement groupe les 162 communes suivantes :
1. Amenoncourt
2. Ancerviller
3. Angomont
4. Anthelupt
5. Arracourt
6. Athienville
7. Autrepierre
8. Avricourt
9. Azerailles
10. Baccarat
11. Badonviller
12. Barbas
13. Barbonville
14. Bathelémont
15. Bauzemont
16. Bayon
17. Bénaménil
18. Bertrambois
19. Bertrichamps
20. Bezange-la-Grande
21. Bienville-la-Petite
22. Bionville
23. Blainville-sur-l'Eau
24. Blâmont
25. Blémerey
26. Bonviller
27. Borville
28. Bréménil
29. Brémoncourt
30. Brouville
31. Bures
32. Buriville
33. Chanteheux
34. Charmois
35. Chazelles-sur-Albe
36. Chenevières
37. Cirey-sur-Vezouze
38. Clayeures
39. Coincourt
40. Courbesseaux
41. Crévéchamps
42. Crion
43. Croismare
44. Damelevières
45. Deneuvre
46. Deuxville
47. Domèvre-sur-Vezouze
48. Domjevin
49. Domptail-en-l'Air
50. Drouville
51. Einvaux
52. Einville-au-Jard
53. Emberménil
54. Essey-la-Côte
55. Fenneviller
56. Flainval
57. Flin
58. Fontenoy-la-Joûte
59. Fraimbois
60. Franconville
61. Fréménil
62. Frémonville
63. Froville
64. Gélacourt
65. Gerbéviller
66. Giriviller
67. Glonville
68. Gogney
69. Gondrexon
70. Hablainville
71. Haigneville
72. Halloville
73. Harbouey
74. Haudonville
75. Haussonville
76. Hénaménil
77. Herbéviller
78. Hériménil
79. Hoéville
80. Igney
81. Jolivet
82. Juvrecourt
83. Lachapelle
84. Lamath
85. Landécourt
86. Laneuveville-aux-Bois
87. Laronxe
88. Leintrey
89. Lorey
90. Loromontzey
91. Lunéville
92. Magnières
93. Maixe
94. Manonviller
95. Marainviller
96. Mattexey
97. Méhoncourt
98. Merviller
99. Mignéville
100. Moncel-lès-Lunéville
101. Montigny
102. Montreux
103. Mont-sur-Meurthe
104. Moriviller
105. Mouacourt
106. Moyen
107. Neufmaisons
108. Neuviller-lès-Badonviller
109. Nonhigny
110. Ogéviller
111. Parroy
112. Parux
113. Petitmont
114. Pettonville
115. Pexonne
116. Pierre-Percée
117. Raon-lès-Leau
118. Raville-sur-Sânon
119. Réchicourt-la-Petite
120. Réclonville
121. Rehainviller
122. Reherrey
123. Reillon
124. Remenoville
125. Remoncourt
126. Repaix
127. Romain
128. Rozelieures
129. Saint-Boingt
130. Saint-Clément
131. Saint-Germain
132. Saint-Mard
133. Saint-Martin
134. Saint-Maurice-aux-Forges
135. Sainte-Pôle
136. Saint-Rémy-aux-Bois
137. Saint-Sauveur
138. Seranville
139. Serres
140. Sionviller
141. Tanconville
142. Thiaville-sur-Meurthe
143. Thiébauménil
144. Vacqueville
145. Val-et-Châtillon
146. Valhey
147. Vallois
148. Vathiménil
149. Vaucourt
150. Vaxainville
151. Vého
152. Velle-sur-Moselle
153. Veney
154. Vennezey
155. Verdenal
156. Vigneulles
157. Villacourt
158. Virecourt
159. Vitrimont
160. Xermaménil
161. Xousse
162. Xures

## Démographie
En 2022, l'arrondissement comptait 74 592 habitants.
| 1968   | 1975   | 1982   | 1990   | 1999   | 2006   | 2011   | 2016   | 2021   |
| ------ | ------ | ------ | ------ | ------ | ------ | ------ | ------ | ------ |
| 81 248 | 78 508 | 78 696 | 77 559 | 76 782 | 78 137 | 80 116 | 78 662 | 74 722 |

| 2022   | - | - | - | - | - | - | - | - |
| ------ | - | - | - | - | - | - | - | - |
| 74 592 | - | - | - | - | - | - | - | - |

## Histoire
La loi du 28 pluviôse an VIII (17 février 1800) et l'arrêté des consuls du 17 ventôse (8 mars) créèrent l'arrondissement de Lunéville, formé de 19 cantons ayant appartenu au district de ce nom et à ceux de Blâmont et de Vézelise, à savoir : Lunéville, Lunéville extra muros, Azerailles, Baccarat, Badonviller, Bayon, Blainville-sur-l'Eau, Blâmont, Crévic, Einville, Gerbéviller, Haroué, la Neuveville-aux-Bois (au lieu de Bénaménil), Leintrey, Neuviller-sur-Moselle, Ogéviller, Pulligny, Vaudémont et Vézelise. Certains de ces cantons seront ensuite fusionnés par la loi du 8 pluviôse an IX (28 janvier 1801).
Le canton d'Haroué est transféré à l'arrondissement de Nancy en 1821.
Avant 1871, l'arrondissement faisait partie du département de la Meurthe. Il absorbe alors des communes restées françaises de l’arrondissement de Sarrebourg qui forment aujourd’hui le canton de Cirey-sur-Vezouze et de l'arrondissement de Château-Salins regroupées dans le canton d'Arracourt.

## Sous-préfets
| Période | Période | Identité                               | Fonction précédente                                     | Observation                                                      |
| ------- | ------- | -------------------------------------- | ------------------------------------------------------- | ---------------------------------------------------------------- |
| 1814    | ???     | Thomas Bluget de Valdenuit (1763-1846) |                                                         | Nommé Sous-préfet de Lunéville à la Première Restauration (1814) |
| 1880    | ???     | Ernest Javal                           |                                                         |                                                                  |
| 1897    | ???     | Edgard Combes (1864-1907)              |                                                         | Nommé Sous-préfet de Lunéville (1re classe) en 1897              |
| 2000    | 2004    | Jean-Pierre Balloux                    | Sous préfet de Vitry le François                        |                                                                  |
| 2015    | 2016    | Véronique Isart                        | Magistrat                                               |                                                                  |
| 2016    | 2019    | Rachid Kaci                            | Sous-préfet de Montmorillon                             |                                                                  |
| 2019    | 2021    | Matthieu Blet                          | Directeur de cabinet du préfet du territoire de Belfort | -                                                                |
| 2021    | 2023    | Malory Chéry                           | Architecte et Urbaniste de l’État                       | Réintègre son corps d'origine                                    |